# Sous le ciel bleu de Hawaï
Pour plus de détails, voir Fiche technique et Distribution.
Sous le ciel bleu de Hawaï (Blue Hawaii) est un film musical américain réalisé par Norman Taurog, sorti en 1961.

## Synopsis
Chad Gates est rentré de l'armée et retrouve avec plaisir Hawaï et son univers de détente, entre la plage, le surf, et les filles. Le père de Chad souhaiterait le voir intégrer l'entreprise familiale, mais c'est sans compter sur son fils, qui lui, préfère travailler dans une agence de tourisme, où la proximité de collègues, en l'occurrence de jolies femmes, s'avère bien plus intéressante.

## Fiche technique
- Titre original : Blue Hawaii
- Titre français : Sous le ciel bleu de Hawaï
- Réalisation : Norman Taurog
- Scénario : Allan Weiss, Hal Kanter
- Costumes : Edith Head
- Musique : Joseph J. Lilley
- Montage : Warren Low et Terry O. Morse
- Producteur : Hal B. Wallis
- Durée : 102 min
- Dates de sortie :
  - États-Unis : 22 novembre 1961
  - France : 25 avril 1962
- Affiche : Roger Soubie (France)

## Distribution
- Elvis Presley (VF : Michel Roux) : Chad Gates
- Joan Blackman (VF : Françoise Dorléac) : Maile Duval
- Angela Lansbury (VF : Claude Daltys) : Sarah Lee Gates
- Nancy Walters : Abigail Prentice
- Roland Winters (VF : Claude Péran) : Fred Gates
- John Archer (VF : Pierre Leproux) : Jack Kelman
- Howard McNear (VF : Roger Carel) : Mr. Chapman
- Steve Brodie (VF : Jean Violette) : Tucker (Eugène en VF) Garvey
- Christian Kay : Beverly Martin
- Iris Adrian : Enid Garvey
- Hilo Hattie (VF : Mona Dol) : Waihila
- Jenny Maxwell : Ellie Corbett
- Frank Atienza (VF : Henry Djanik) : Ito O'Hara
- George DeNormand (VF : Richard Francœur) : le général Anthony
- Jose De Vega : Ernie Gordon
- Pamela Kirk : Selena (Sandy) Emerson